# Bassy
Bassy é uma comuna francesa na região administrativa de Auvérnia-Ródano-Alpes, no departamento de Alta Saboia. Estende-se por uma área de 7,57 km². Em 2010 a comuna tinha 430 habitantes (densidade: 56,8 hab./km²).